# 迈克尔·沙拉

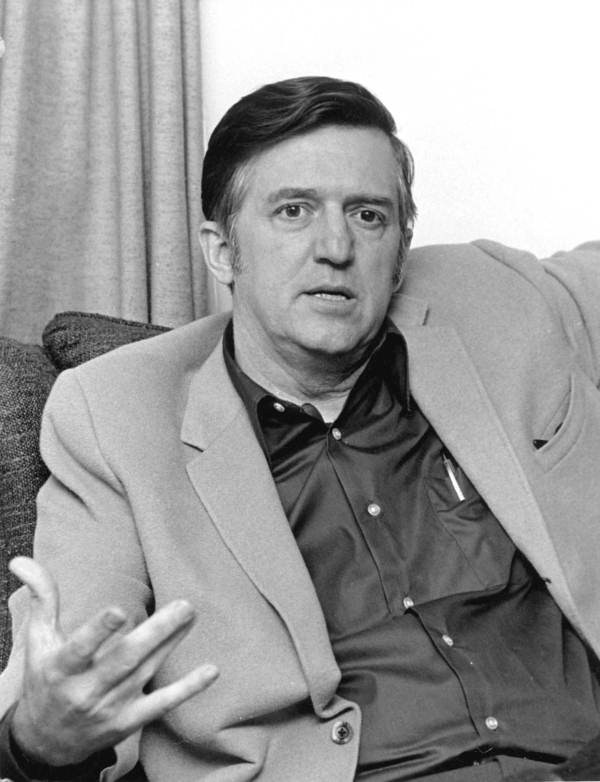
迈克尔·沙拉

迈克尔·沙拉（1928年6月23日 - 1988年5月5日）是一位美国科幻小说、体育小说和历史小说作家。

## 生平
迈克尔·沙拉生于新泽西州泽西市，父亲是意大利移民 。1951年，沙拉毕业于罗格斯大学，而且一度是美國陸軍第82空降師的中士。
他一度是一名业余拳击手和警察。20世纪50年代，沙拉開始寫科幻小说。不過後來压力加上吸烟导致她在36岁时心脏病发作。他最终完全康复，后来在佛罗里达州立大学教授文学，同时继续创作小说。他曾寫了一部关于蓋茨堡之役的小说，最終憑藉該小說获得1975年的普立茲小說獎。沙拉最後還是因心肌梗死去世，享年59岁。